# Нескучне (Сумський район)
Нескучне́ — село в Україні, у Білопільській міській громаді Сумського району Сумської області. Населення становить 16 осіб. До 2018 орган місцевого самоврядування - Іскрисківщинська сільська рада.

## Географія
Село Нескучне розташоване на кордоні з Росією, на відстані 1.5 км розташовані села Безсалівка, Іскрисківщина та Рогізне.
По селу тече струмок, що пересихає із загатами.
Поруч пролягає залізниця, станція Волфіне.

## Назва
На території України 3 населених пункти із назвою Нескучне.

## Історія
Село засноване виходцем із села Супруновка – Супруном. В 1842 році він купив у сім’ї Юдіних земельну ділянку для своєї дочки, яку в народі називали «Султаншою». Доля цієї жінки склалась драматично: «волею-неволею» в молоді роки вона потрапила в Крим, де стала дружиною татарина, завела сім’ю. Після смерті чоловіка вона довго поневірялась, поки Сумські гусари не допомогли їй разом з дітьми повернутись на батьківщину. Та батько не пробачив її. Тому побудований хутір називався Султанівкою багато років. А прізвище Супрун і досі відоме в сільській раді. Пізніше землі поряд прикупив російський поміщик Болотов, на хуторі побудував маєток і дав назву Нескучне. Так до революції сім’я Болотова і проживала в хуторі. Відомо, що син Болотова був одружений з Мариною Куколь-Яснопольською, служив у царському війську генерал-інтендантом. Батько його помер під час революції в досить літньому віці і похований поряд з маєтком на родинному кладовищі. Там же поховано 11 представників роду Болотових в родинних склепах. Артіль «9 Січня» дала початок знищенню згаданого кладовища: пізніше (в 1930-ті) прямо на склепах зробили загони для худоби.
Село постраждало внаслідок геноциду-голодомору українського народу, проведеного урядом СССР 1923-1933 та 1946-1947 роках.
До 1985 року в Нескучному була бригада з двома фермами великої рогатої худоби. Потім все перевели в Безсалівку, а населення потихеньку залишило село.
12 червня 2020 року, відповідно до розпорядження Кабінету Міністрів України № 723-р «Про визначення адміністративних центрів та затвердження територій територіальних громад Сумської області», село увійшло до складу Білопільської міської громади.
19 липня 2020 року, в результаті адміністративно-територіальної реформи та ліквідації Білопільського району, село увійшло до складу новоутвореного Сумського району.